# Aleksander Kilde
Aleksander Aamodt Kilde, född den 21 september 1992 i Jar i Bærums kommun, är en norsk alpin skidåkare.
Kilde tävlar främst i super-G och i storslalom.
Vid juniorvärldsmästerskapen 2013 i Quebéc vann han guld i storslalom. Han debuterade i världscupen den 28 oktober 2012, och inför säsongen 2013/2014 antogs han i det norska A-landslaget. Han tog sin första pallplats i världscupen i super-G den 18 december 2015 vid tävlingarna i Val Gardena. 
Aamodt Kilde deltog i OS-tävlingarna i Sotji 2014 och i VM i Beaver Creek 2015.